# ينغي إسبران
ينغي إسبران هي قرية في مقاطعة تبريز، إيران. عدد سكان هذه القرية هو 3,012 في سنة 2006.